# 프랑스의 캉통 목록
이 문서에서는 데파르트망과 함께 수록된 프랑스의 캉통 목록에 대해 다룬다.

## 프랑스 본토
| #  | 데파르트망           | 캉통                         |
| -- | -------------------- | ---------------------------- |
| 01 | 앵주                 | 앵 주의 캉통                 |
| 02 | 엔주                 | 엔 주의 캉통                 |
| 03 | 알리에주             | 알리에 주의 캉통             |
| 04 | 알프드오트프로방스주 | 알프드오트프로방스 주의 캉통 |
| 05 | 오트잘프주           | 오트잘프 주의 캉통           |
| 06 | 알프마리팀주         | 알프마리팀 주의 캉통         |
| 07 | 아르데슈주           | 아르데슈 주의 캉통           |
| 08 | 아르덴주             | 아르덴 주의 캉통             |
| 09 | 아리에주주           | 아리에주 주의 캉통           |
| 10 | 오브주               | 오브 주의 캉통               |
| 11 | 오드주               | 오드 주의 캉통               |
| 12 | 아베롱주             | 아베롱 주의 캉통             |
| 13 | 부슈뒤론주           | 부슈뒤론 주의 캉통           |
| 14 | 칼바도스주           | 칼바도스 주의 캉통           |
| 15 | 캉탈주               | 캉탈 주의 캉통               |
| 16 | 샤랑트주             | 샤랑트 주의 캉통             |
| 17 | 샤랑트마리팀주       | 샤랑트마리팀 주의 캉통       |
| 18 | 셰르주               | 셰르 주의 캉통               |
| 19 | 코레즈주             | 코레즈 주의 캉통             |
| 2A | 코르스뒤쉬드주       | 코르스뒤쉬드 주의 캉통       |
| 2B | 오트코르스주         | 오트코르스 주의 캉통         |
| 21 | 코트도르주           | 코트도르 주의 캉통           |
| 22 | 코트다르모르주       | 코트다르모르 주의 캉통       |
| 23 | 크뢰즈주             | 크뢰즈 주의 캉통             |
| 24 | 도르도뉴주           | 도르도뉴 주의 캉통           |
| 25 | 두주                 | 두 주의 캉통                 |
| 26 | 드롬주               | 드롬 주의 캉통               |
| 27 | 외르주               | 외르 주의 캉통               |
| 28 | 외르에루아르주       | 외르에루아르 주의 캉통       |
| 29 | 피니스테르주         | 피니스테르 주의 캉통         |
| 30 | 가르주               | 가르 주의 캉통               |
| 31 | 오트가론주           | 오트가론 주의 캉통           |
| 32 | 제르주               | 제르 주의 캉통               |
| 33 | 지롱드주             | 지롱드 주의 캉통             |
| 34 | 에로주               | 에로 주의 캉통               |
| 35 | 일에빌렌주           | 일에빌렌 주의 캉통           |
| 36 | 앵드르주             | 앵드르 주의 캉통             |
| 37 | 앵드르에루아르주     | 앵드르에루아르 주의 캉통     |
| 38 | 이제르주             | 이제르 주의 캉통             |
| 39 | 쥐라주               | 쥐라 주의 캉통               |
| 40 | 랑드주               | 랑드 주의 캉통               |
| 41 | 루아르에셰르주       | 루아르에셰르 주의 캉통       |
| 42 | 루아르주             | 루아르 주의 캉통             |
| 43 | 오트루아르주         | 오트루아르 주의 캉통         |
| 44 | 루아르아틀랑티크주   | 루아르아틀랑티크 주의 캉통   |
| 45 | 루아레주             | 루아레 주의 캉통             |
| 46 | 로트주               | 로트 주의 캉통               |
| 47 | 로트에가론주         | 로트에가론 주의 캉통         |
| 48 | 로제르주             | 로제르 주의 캉통             |
| 49 | 멘에루아르주         | 멘에루아르 주의 캉통         |
| 50 | 망슈주               | 망슈 주의 캉통               |
| 51 | 마른주               | 마른 주의 캉통               |
| 52 | 오트마른주           | 오트마른 주의 캉통           |
| 53 | 마옌주               | 마옌 주의 캉통               |
| 54 | 뫼르트에모젤주       | 뫼르트에모젤 주의 캉통       |
| 55 | 뫼즈주               | 뫼즈 주의 캉통               |
| 56 | 모르비앙주           | 모르비앙 주의 캉통           |
| 57 | 모젤주               | 모젤 주의 캉통               |
| 58 | 니에브르주           | 니에브르 주의 캉통           |
| 59 | 노르주               | 노르 주의 캉통               |
| 60 | 우아즈주             | 우아즈 주의 캉통             |
| 61 | 오른주               | 오른 주의 캉통               |
| 62 | 파드칼레주           | 파드칼레 주의 캉통           |
| 63 | 퓌드돔주             | 퓌드돔 주의 캉통             |
| 64 | 피레네자틀랑티크주   | 피레네자틀랑티크 주의 캉통   |
| 65 | 오트피레네주         | 오트피레네 주의 캉통         |
| 66 | 피레네조리앙탈주     | 피레네조리앙탈 주의 캉통     |
| 67 | 바랭주               | 바랭 주의 캉통               |
| 68 | 오랭주               | 오랭 주의 캉통               |
| 69 | 론주                 | 론 주의 캉통                 |
| 70 | 오트손주             | 오트손 주의 캉통             |
| 71 | 손에루아르주         | 손에루아르 주의 캉통         |
| 72 | 사르트주             | 사르트 주의 캉통             |
| 73 | 사부아주             | 사부아 주의 캉통             |
| 74 | 오트사부아주         | 오트사부아 주의 캉통         |
| 75 | 파리시               |                              |
| 76 | 센마리팀주           | 센마리팀 주의 캉통           |
| 77 | 센에마른주           | 센에마른 주의 캉통           |
| 78 | 이블린주             | 이블린 주의 캉통             |
| 79 | 되세브르주           | 되세브르 주의 캉통           |
| 80 | 솜주                 | 솜 주의 캉통                 |
| 81 | 타른주               | 타른 주의 캉통               |
| 82 | 타른에가론주         | 타른에가론 주의 캉통         |
| 83 | 바르주               | 바르 주의 캉통               |
| 84 | 보클뤼즈주           | 보클뤼즈 주의 캉통           |
| 85 | 방데주               | 방데 주의 캉통               |
| 86 | 비엔주               | 비엔 주의 캉통               |
| 87 | 오트비엔주           | 오트비엔 주의 캉통           |
| 88 | 보주주               | 보주 주의 캉통               |
| 89 | 욘주                 | 욘 주의 캉통                 |
| 90 | 테리투아르드벨포르주 | 테리투아르드벨포르 주의 캉통 |
| 91 | 에손주               | 에손 주의 캉통               |
| 92 | 오드센주             | 오드센 주의 캉통             |
| 93 | 센생드니주           | 센생드니 주의 캉통           |
| 94 | 발드마른주           | 발드마른 주의 캉통           |
| 95 | 발두아즈주           | 발두아즈 주의 캉통           |

1. ↑  파리시는 도시 전체가 하나의 코뮌이다.

## 프랑스의 해외 영토
해외 레지옹 (département d'outre-mer, 줄여서 DOM):
| #   | 데파르트망      | 캉통                   |
| --- | --------------- | ---------------------- |
| 971 | 과들루프        | 과들루프의 캉통        |
| 972 | 마르티니크      | 마르티니크의 캉통      |
| 973 | 프랑스령 기아나 | 프랑스령 기아나의 캉통 |
| 974 | 레위니옹        | 레위니옹의 캉통        |
| 975 | 마요트          | 마요트의 캉통          |